# Instituto de Neurociencias (España)
El Instituto de Neurociencias (IN) es un centro de investigación español público, de titularidad mixta entre el Consejo Superior de Investigaciones Científicas (CSIC) y la Universidad Miguel Hernández (UMH), dedicado a la investigación del desarrollo, la estructura y el funcionamiento del sistema nervioso, tanto en condiciones normales como patológicas.

## Historia
Fue creado formalmente en febrero de 1990 por decreto de la Generalidad Valenciana, como un Instituto Universitario.
Ello representó la estructuración formal de un grupo de científicos de la Universidad de Alicante (UA) que había venido desarrollando desde 1985 una extensa labor científica en el estudio de la estructura y función del sistema nervioso.
Su vinculación con el CSIC se inició como una Unidad Asociada del Instituto de Neurobiología Ramón y Cajal del CSIC y en 1999, el Instituto se constituyó como Centro Mixto Universidad-CSIC, a través de un convenio firmado a tal fin por la Universidad Miguel Hernández y el Consejo Superior de Investigaciones Científicas. 
Su sede actual se encuentra en el campus de San Juan de Alicante (Alicante) de la UMH. El centro contaba en 2009 con un personal de 285 trabajadores, de los cuales 40 eran investigadores de plantilla.